# Championnat d'Autriche de football 1986-1987
Navigation
Saison précédente Saison suivante
La saison 1986-1987 du Championnat d'Autriche de football était la 76e édition du championnat de première division en Autriche. La Bundesliga regroupe les 12 meilleurs clubs du pays au sein d'une poule unique où ils s'affrontent deux fois au cours de la saison, à domicile et à l'extérieur. À la fin de cette première phase, les 8 premiers jouent la poule pour le titre tandis que les 4 derniers rejoignent les 4 premiers de Nationalliga, la deuxième division autrichienne, pour attribuer les 4 dernières places pour la prochaine saison de Bundesliga.
C'est le club du SK Rapid Vienne qui remporte le championnat en terminant en tête du classement final, à égalité de points mais une meilleure différence de buts que le tenant du titre, le FK Austria Vienne et 7 sur le FC Swarovski Tirol. C'est le 26e titre de champion d'Autriche de l'histoire du club, qui réalise le doublé Coupe-championnat en battant le FC Tirol en finale de la Coupe d'Autriche.

## Les 12 clubs participants
| - SK Rapid Vienne - Grazer AK - Linzer ASK - Wiener Sport-Club - Promu de Nationalliga - FC Swarovski Tirol - SK Austria Klagenfurt | - SC Eisenstadt - SK VÖEST Linz - FC Admira Wacker - FK Austria Vienne - SK Sturm Graz - First Vienna FC - Promu de Nationalliga |

## Compétition

### Première phase
Le barème utilisé pour établir le classement est le suivant :
- Victoire : 2 points
- Match nul : 1 point
- Défaite : 0 point

| Rang | Équipe                | Pts | J  | G  | N | P  | Bp | Bc | Diff |
| ---- | --------------------- | --- | -- | -- | - | -- | -- | -- | ---- |
| 1    | FK Austria Vienne T   | 33  | 22 | 14 | 5 | 3  | 57 | 28 | +29  |
| 2    | SK Rapid Vienne       | 30  | 22 | 12 | 6 | 4  | 65 | 31 | +34  |
| 3    | FC Swarovski Tirol    | 30  | 22 | 13 | 4 | 5  | 50 | 31 | +19  |
| 4    | FC Admira Wacker      | 22  | 22 | 9  | 4 | 9  | 42 | 34 | +8   |
| 5    | SK VOEST Linz         | 22  | 22 | 9  | 4 | 9  | 35 | 37 | -2   |
| 6    | Linzer ASK            | 22  | 22 | 9  | 4 | 9  | 31 | 39 | -8   |
| 7    | Wiener Sport-Club P   | 21  | 22 | 9  | 3 | 10 | 48 | 40 | +8   |
| 8    | SK Sturm Graz         | 21  | 22 | 8  | 5 | 9  | 28 | 32 | -4   |
| 9    | First Vienna FC P     | 20  | 22 | 9  | 2 | 11 | 27 | 40 | -13  |
| 10   | SC Eisenstadt         | 19  | 22 | 7  | 5 | 10 | 32 | 46 | -14  |
| 11   | Grazer AK             | 16  | 22 | 6  | 4 | 12 | 26 | 41 | -15  |
| 12   | SK Austria Klagenfurt | 8   | 22 | 1  | 6 | 15 | 14 | 56 | -42  |

|  | Participation à la poule pour le titre           |
|  | Participation à la poule de promotion-relégation |
|  | T Tenant du titre P Promu de Nationalliga        |

### Seconde phase

#### Poule pour le titre
| Rang | Équipe              | Pts | J  | G  | N  | P  | Bp | Bc | Diff |
| ---- | ------------------- | --- | -- | -- | -- | -- | -- | -- | ---- |
| 1    | SK Rapid Vienne C   | 52  | 36 | 22 | 8  | 6  | 94 | 43 | +51  |
| 2    | FK Austria Vienne T | 52  | 36 | 21 | 10 | 5  | 86 | 40 | +46  |
| 3    | FC Swarovski Tirol  | 45  | 36 | 20 | 5  | 11 | 78 | 57 | +21  |
| 4    | Linzer ASK          | 40  | 36 | 17 | 6  | 13 | 56 | 59 | -3   |
| 5    | FC Admira Wacker    | 33  | 36 | 13 | 7  | 16 | 63 | 55 | +8   |
| 6    | Wiener Sport-Club P | 32  | 36 | 13 | 6  | 17 | 74 | 64 | +10  |
| 7    | SK Sturm Graz       | 30  | 36 | 11 | 8  | 17 | 45 | 67 | -22  |
| 8    | SK VOEST Linz       | 29  | 36 | 11 | 7  | 18 | 46 | 73 | -27  |

|  | Qualification pour la Coupe des clubs champions 1987-1988                    |
|  | Qualification pour la Coupe des Coupes 1987-1988                             |
|  | Qualification pour la Coupe UEFA 1987-1988                                   |
|  | T Tenant du titre C Vainqueur de la Coupe d'Autriche P Promu de Nationalliga |

#### Poule de promotion-relégation
Les 4 derniers de la première phase rejoignent les 4 premiers de saison régulière de Nationalliga. Les 4 premiers de cette poule se maintiennent ou accèdent à la Bundesliga.
| Rang | Équipe                    | Pts | J  | G | N | P | Bp | Bc | Diff |
| ---- | ------------------------- | --- | -- | - | - | - | -- | -- | ---- |
| 1    | VfB Mödling (D2)          | 18  | 14 | 6 | 6 | 2 | 19 | 9  | +10  |
| 2    | First Vienna FC           | 17  | 14 | 6 | 5 | 3 | 29 | 18 | +11  |
| 3    | Grazer AK                 | 17  | 14 | 7 | 3 | 4 | 16 | 12 | +4   |
| 4    | SK Austria Klagenfurt     | 16  | 14 | 6 | 4 | 4 | 12 | 17 | -5   |
| 5    | SK Vorwärts Steyr (D2)    | 14  | 14 | 4 | 6 | 4 | 16 | 15 | +1   |
| 6    | SV Austria Salzburg (D2)  | 12  | 14 | 4 | 4 | 6 | 11 | 19 | -8   |
| 7    | SC Eisenstadt             | 10  | 14 | 3 | 4 | 7 | 14 | 22 | -8   |
| 8    | Donawitzer SV Alpine (D2) | 8   | 14 | 2 | 4 | 8 | 11 | 16 | -5   |

|  | Promotion en Bundesliga                                                      |
|  | Relégation directe en Nationalliga                                           |
|  | T Tenant du titre C Vainqueur de la Coupe d'Autriche P Promu de Nationalliga |

## Bilan de la saison
| Championnat d'Autriche de football 1986-1987 |                             |
| Champion                                     | SK Rapid Vienne (28e titre) |
| Coupes et trophées                           |                             |
| Vainqueur de la Coupe d'Autriche 1986-1987   | SK Rapid Vienne             |
| Qualifications continentales                 |                             |
| Coupe d'Europe des clubs champions 1987-1988 | SK Rapid Vienne             |
| Coupe des Coupes 1987-1988                   | FC Swarovski Tirol          |
| Coupe UEFA 1987-1988                         | Linzer ASK                  |
| Coupe UEFA 1987-1988                         | FK Austria Vienne           |
| Promotions et relégations                    |                             |
| Promus en Bundesliga                         | VfB Mödling                 |
| Relégués en Nationalliga                     | SC Eisenstadt               |